# Norgesmesterskapet 1965
La Norgesmesterskapet 1965 di calcio fu la 60ª edizione del torneo. La squadra vincitrice fu lo Skeid, che vinse la finale contro il Frigg con il punteggio di 2-1.

## Risultati

### Terzo turno
| Squadra 1       | Risultato      | Squadra 2      |
| --------------- | -------------- | -------------- |
| Sarpsborg       | 4 - 4 (d.t.s.) | Østsiden       |
| Viking          | 1 – 0          | Vard Haugesund |
| Kristiansund FK | 2 - 5          | Aurskog        |
| Lyn Oslo        | 2 – 1          | Strømmen       |
| Drafn           | 1 - 4          | Frigg          |
| Årstad          | 6 – 1          | Ulf            |
| Ørn             | 1 - 3          | Vålerengen     |
| Aalesund        | 3 – 2          | Rosenborg      |
| Stavanger       | 1 - 3          | Brann          |
| Lisleby         | 6 – 0          | Snøgg          |
| Vigør           | 1 - 1 (d.t.s.) | Eik-Tønsberg   |
| Skeid           | 4 – 0          | Runar          |
| Pors            | 1 - 3          | Sandefjord BK  |
| Gjøvik-Lyn      | 5 – 2          | Molde          |
| Steinkjer       | 4 – 1          | Kvik           |
| Nidelv          | 5 – 1          | Bodø/Glimt     |

#### Ripetizione
| Squadra 1    | Risultato | Squadra 2 |
| ------------ | --------- | --------- |
| Østsiden     | 2 – 1     | Sarpsborg |
| Eik-Tønsberg | ? – ?     | Vigør     |

### Quarto turno
| Squadra 1     | Risultato | Squadra 2  |
| ------------- | --------- | ---------- |
| Aurskog       | 0 - 5     | Lyn Oslo   |
| Brann         | 3 – 0     | Lisleby    |
| Eik-Tønsberg  | 1 - 7     | Skeid      |
| Sandefjord BK | 1 - 3     | Gjøvik-Lyn |
| Frigg         | 3 – 0     | Årstad     |
| Steinkjer     | 3 – 2     | Nidelv     |
| Vålerengen    | 4 – 1     | Aalesund   |
| Østsiden      | 1 - 2     | Viking     |

### Quarti di finale
| Squadra 1  | Risultato | Squadra 2  |
| ---------- | --------- | ---------- |
| Lyn Oslo   | 4 – 1     | Viking     |
| Brann      | 1 - 2     | Skeid      |
| Frigg      | 2 – 1     | Vålerengen |
| Gjøvik-Lyn | 5 – 0     | Steinkjer  |

### Semifinali
| Squadra 1 | Risultato      | Squadra 2  |
| --------- | -------------- | ---------- |
| Skeid     | 1 - 1 (d.t.s.) | Gjøvik-Lyn |
| Lyn Oslo  | 1 - 3          | Frigg      |

#### Ripetizione
| Squadra 1  | Risultato | Squadra 2 |
| ---------- | --------- | --------- |
| Gjøvik-Lyn | 0 - 1     | Skeid     |

### Finale
| Arbitro: | Bolstad |

|                              |           |                        |
| Fjeldstad 14’ Bergersen 111’ | Marcatori | 60’ Bornø 114’ Sjøberg |

### Ripetizione
| Arbitro: | Hansen |

|               |           |              |
| Pettersen 25’ | Marcatori | 75’ Sæthrang |

### Seconda ripetizione
| Arbitro: | Olsen |

|                            |           |                |
| Gulbrandsen ?’ Sæthrang ?’ | Marcatori | 85’ Schønfeldt |

#### Formazioni
| Skeid |  |                     |
|       |  |                     |
|       |  | Kjell Kaspersen     |
|       |  | Ragnar Næss         |
|       |  | Kjell Wangen        |
|       |  | Jan Gulbrandsen     |
|       |  | Frank Olafsen       |
|       |  | Finn Thorsen        |
|       |  | Erik Mejlo          |
|       |  | Per Egil Bjørnsen   |
|       |  | Terje Gulbrandsen   |
|       |  | Trygve Bornø        |
|       |  | Kai Sjøberg         |
|       |  | Pål Sæthrang        |
|       |  | Terje Kristoffersen |

| Frigg |  |                 |
|       |  |                 |
|       |  | Ebbe Gysler     |
|       |  | Anders Svela    |
|       |  | Tore Børrehaug  |
|       |  | Jon Birch-Aune  |
|       |  | Åge Solvang     |
|       |  | Erik Hagen      |
|       |  | Ole Erik Hansen |
|       |  | Tore Fjeldstad  |
|       |  | Per Pettersen   |
|       |  | Arne Bergersen  |
|       |  | Erik Schønfeldt |